# 유비키리-일본어version-
〈유비키리-일본어version-〉(ゆびきり-日本語version-)은 2004년 10월 20일에 발매된 윤하의 첫 번째 싱글이다. 두 번째 트랙인 〈花のように〉(하나노요우니)는 ベッツィ＆クリス (벳트&크리스)의 노래를 커버한 곡이다. 이 음악은 일본 드라마 동경만경에 쓰였다.

## 트랙 리스트
1. ゆびきり-日本語version- (유비키리-일본어version-)
2. 花のように (하나노요우니)
3. ゆびきり-日本語version-（instrumental) (유비키리-일본어version-（instrumental))
4. 花のように (instrumental) (하나노요우니 (instrumental))